# Râul Sohodol, Zeletin
Râul Sohodol este un curs de apă, afluent al râului Zeletin. 